# Municipio de Fremont (Minnesota)
El municipio de Fremont (en inglés: Fremont Township) es un municipio ubicado en el condado de Winona en el estado estadounidense de Minnesota. En el año 2010 tenía una población de 355 habitantes y una densidad poblacional de 3,83 personas por km².

## Geografía
El municipio de Fremont se encuentra ubicado en las coordenadas 43°53′25″N 91°53′58″O / 43.89028, -91.89944. Según la Oficina del Censo de los Estados Unidos, el municipio tiene una superficie total de 92.73 km², de la cual 92,73 km² corresponden a tierra firme y (0 %) 0 km² es agua.

## Demografía
Según el censo de 2010, había 355 personas residiendo en el municipio de Fremont. La densidad de población era de 3,83 hab./km². De los 355 habitantes, el municipio de Fremont estaba compuesto por el 99,15 % blancos, el 0,28 % eran afroamericanos, el 0,28 % eran amerindios y el 0,28 % eran de una mezcla de razas. Del total de la población el 1,97 % eran hispanos o latinos de cualquier raza.